# Grifter (cómic)
Grifter (Cole Cash) es un superhéroe del antiguo sello editorial Wildstorm Studios, e Image, y que hoy pertenece a la editorial DC Comics. Se le conoce por haber integrado el Equipo Siete y además de ser conocido como miembro de WildC.AT.s, pero desde 1999 se convirtió en propiedad de la editorial DC Comics en un principio como parte del antiguo Universo Wildstorm, pero que hace parte de la continuidad del Universo DC desde 2011, al integrar ambos universos y el cierre del sello editorial Wildstorm.

## Biografía del Personaje

### Primeros años
Desde una edad temprana, Cole Cash participó en varios timos de su padre estafador Jacob Winston «Win» Cash, hasta que Cole presenció el aparente asesinato de su padre a manos del mafioso Sam Del Gracci. Su madre luego se casó con Del Gracci, quien solía darle palizas a Cole, a la vez que consentía a Max, el hermano menor de Cole. En Point Blank su madre había fallecido cuando todavía era joven, y él y su hermano fueron criados por su padre. Cole había dejado a su familia cuando todavía era un adolescente y se involucró en el mundo de la delincuencia para poder sobrevivir. A pesar de ser un joven criminal, Cole tenía su propio código de honor y detuvo a uno de sus socios de crimen cuando intentó dispararle al agente Joseph Brockmeyer, del F.B.I. Cole fue aprehendido y Brockmeyer le dio la opción de unirse a la agencia clandestina conocida como Operaciones Internacionales (O.I.) o ir a la cárcel.  Cole se unió a la agencia y fue entrenado por su futuro compañero del Equipo 7, Marc Slayton (quien se convertiría con el tiempo en el superhéroe conocido como Backlash), así como por antiguos miembros del equipo de operaciones encubiertas previo de O. I., el Equipo 6. Es posible que en algún punto Cole haya sido parte de las Fuerzas Especiales del Ejército.

### Con elEquipo 7
Su talento natural en combate lo llevó a participar en operaciones más oscuras, tomando los trabajos más sucios, como parte de un escuadrón conocido como el Equipo 7, (que también incluía a otros personajes como John «Topkick» Lynch, Marc «Backlash» Slayton, Jackson «Arclight» Dane, Philip «Bulleteer» Chang, Stephen «Wraparound» Callahan, Alex «Slaphammer» Fairchild y Michael «Deathblow» Cray). El Nombre en clave de Cash durante estas operaciones era Deadeye. 
El grupo fue expuesto deliberadamente a un producto químico experimental llamada el Gen-Factor, que no solo activaba una variedad de poderes psíquicos en ellos, sino que también afectaban negativamente su sentido de la moralidad y su salud mental. Después del experimento los sobrevivientes fueron clasificados como Gen 12. Algunos de sus compañeros de equipo llegaron a suicidarse, se volvían locos o quedaban comprometidos con lo que les pasaba. Uno tenía que ser sacrificado por alguno de sus amigos. Cole sospecharía que en realidad lo hacía sus propios superiores, Operaciones Internacionales (O.I.), quienes realmente estaban detrás del experimento, mientras que sus superiores afirmaban que se trataba de un arma química desconocida. Cole estaba cada vez más descontento con las manipulaciones y secretos por parte de O.I. y se rebeló en contra del jefe del equipo, John Lynch y contra Slayton, especialmente después de que éste mató a un científico inocente que Cole había intentado rescatar durante una misión en Leningrado, bajo órdenes de sus superiores en O. I. 
La mayoría de los miembros del Equipo 7 renunciaron a O. I., y se escondieron en la clandestinidad tras enterarse de que Craven estaba interesado en usar como armas a sus hijos, la Gen¹³, pues se creía que habían heredado los poderes de sus padres.
Cole Cash se hizo cargo de sus facultades mentales, y unió al equipo en contra del uso de un arma nuclear por parte del líder de O.I. Miles Craven, quien había utilizado al Equipo 7 como parte de una prueba. Desde entonces, el Equipo 7 pasaría a la clandestinidad, pero fue obligado a regresar con O.I., con el tiempo volverían a realizar muchas misiones como Equipo 7 como por ejemplo la destrucción de una dictadura de un pequeño país africano. Andrew Johnson, uno de los miembros, se volvió loco y con su habilidad hizo que las personas se suicidaran. Disgustado, Cole decide matar a Johnson (Como sucedió en la serie Equipo 7 #1 - #4).

### Coda
Cuando los poderes de muchos de los miembros del Equipo 7 empezaron a desaparecer, Craven se interesó por los hijos de algunos de los integrantes del Equipo 7, el que más adelante serían conocidos como el Gen ¹³, que habían heredado los poderes de sus padres. La mayor parte del equipo tuvo que volver a entrar en la clandestinidad, mientras que otros se quedaron con el Equipo en O.I. El equipo finalmente se vino abajo y Cole llegó a trabajar como un asesino mercenario para Operaciones Internacionales (O.I.), pero pronto de desvincularía con el resto de los miembros. 
Al final, se fue por cuenta propia, y fue durante este período de su vida donde se encontró con la antigua guerrera Kherubim, Zealot. Se enamoraron y ella tomó una medida sin precedentes de enseñarle siendo el primer ser humano, los secretos de Coda, una orden guerrera a la cual ella había pertenecido. Con sus enseñanzas Coda, estabilizó la cordura de Cole y guardando bajo llave lo que quedaba de sus poderes psiónicos.Cole y Zealot libraron su propia guerra privada contra miembros de la raza daemonita, así como contra las Coda, y Cole adoptó por primera vez el nombre en clave de Grifter.

### Su aparición con losWildC.AT.s
Cole and Zealot's relationship eventually came to an end, though they remained partners. Both eventually joined the Daemonite hunting team, the Algún tiempo después, la relación de Cole y Zealot llegó a su fin, debido a que Zealot tuvo con anterioridad otra relación, pero Cole le había convertido gracias por su dedicación a ella, al estar eternamente agradecido por la restauración de su salud mental. Sin embargo, a pesar de todo, se mantuvieron en buenos términos, y ambos fueron reclutados para formar parte equipo de Lord Emp el equipo que cazaba a los alienígenas llamados Daemonites, el equipo de superhéroes conocido como WildC.AT.s. Grifter más tarde renunciaría al equipo cuando tuvo que aliarse con Hightower, una Daemonita que había matado a un amigo de Grifter que le dejó solo. Se reincorporó al equipo cuando el equipo regresó Khera, aun siendo el líder del equipo durante algún tiempo. Durante este tiempo Max Cash, su hermano menor, fue asesinado, este volvió como un zombi y fue asesinadouna vez más, pero esta vez por el mismo Grifter. Dejó el equipo de nuevo después de la aparente muerte de Zealot. En este punto de su historia, la mayoría de sus compañeros de equipo también se fueron y los WildC.AT.s fue disuelto. (WildC.AT.s Volumen 1 y Grifter Volumen 1).

#### De Nuevo con LosWildC.A.T.s
Meses más tarde se unió a los nuevos WildC.A.T.s, un nuevo y pequeño grupo que incluía Lord Emp, a Spartan y el traficante de armas francés conocido como Noir. Durante una pelea con Kenyan, se enteró de que el villano sabía algo acerca de la muerte del Zealot. Después de desbaratar los planes maquivélicos, Grifter decidió hacerse un trabajo propio con el fin de encontrar a su enemigo. Usó la experiencia tecnológica Noir y el acceso a la unidad central de Spartan de Halo con el fin hallar de la pista de Kenyan y ante la ausencia de Lord Emp. Debido a esto, Kenyan se suicidó.
Después del ascenso de Lord Emp, Grifter se hundió en una depresión, comenzó a beber y tener una sola noche con la mujer que le recordaba a Zealot. Finalmente volvería Zealot, pero a la vez Grifter estaba demasiado borracho para reconocerla. Después de una noche de sexo, Zealot le dejó antes de Grifter se diera cuenta de quién era. Él se encontró con ella otra vez, mientras ella se enfrentaba a Coda. Zealot le dijo que Coda había traicionado sus enseñanzas y que había jurado eliminarlos a todos. Añadió que sería recompensaría a Grifter, a pesar de haber entrenado con los principios guerreros de Coda, debido a su historia. Después de esa reunión, Grifter' decide enderezar su vida y se unió a Jack Marlowe (Spartan), y a Halo Corporation (Como ocurrió en WildC.A.T.s volumen 2).
Durante este tiempo, Cole fue controlado mentalmente por el villano conocido como Tao villano, quién intentó asesinar a su excompañero y actual director de O.I., John Lynch, dejándolo en estado de coma. Tao le borraría a Cole los recuerdos de esos acontecimientos. Grifter luego resulta utilizado por ambos bandos, sin darse cuenta de que le hacían causar muchas muertes a inocentes.

### Edwin Dolby
Durante una misión con Jack Marlowe, las piernas de Cole fueron destrozadas por el Agente Naranja. Por lo tanto ya no podía operar como agente de campo de Marlowe. Se entrenó a Edwin Dolby como el nuevo Grifter para tomar su lugar. Dolby resultó ser inadecuado para la vida violenta que llevaba Grifter y que siempre fue una vida planeada para él y renunció a Halo. Después de Marlowe se disculpó con él, él no solo le contestó, sino que estrictamente lo entrenó. Grifter remodeló el cuerpo robótico de su excompañero Ladytron como un órgano de control remoto de sí mismo (como fue visto en Wildcat 3.0).

### Sleeper
Varios meses después, las piernas Grifter sanaron, pero un efecto secundario latente del Gen-Factor de acuerdo con los científicos de O.I., John Lynch, que había despertado de su coma, restauraría la memoria de Cole. Cole fue enviado para acabar con Tao y trabajó en conjunto con el doble agente Carver Holden, y la organización de Tao fue desmantelada por completo y Tao fue encarcelado. (Sleeper Volumen 2).
Desde entonces, se ha unido a un equipo de improvisados de WildC.A.T.s anterior para acabar con el Asesino Nemesis (como fue visto en Wildcats: Nemesis).

### Primera destrucción del Universo Wildstorm y la saga Worldstorm
Durante los acontecimientos de la miniserie Capitán Atom: Armageddon, Jack Marlowe (Alias Spartan) había muerto y Cole tomaría el control de Halo Corporation y todos sus activos. En la edición # 8 de la serie Cole fue asesinado por Apollo y Midnighter miembros de The Authority, pero fue revivido junto con el resto del universo Wildstorm en la saga denominada Worldstorm.

### Post-Universo Worldstorm

#### WildC.A.T.svol. 4
La nueva serie de WildC.A.T.s Cole ha demostrado ser un hombre que ha tratado de cambiarse a sí mismo, pero que cada vez es absorbido por el nuevo estilo de vida de un héroe. Él parece ser un empleado de Hadrian, así como un miembro valioso del equipo WildCats recién introducido.
Se menciona que en este pequeño reinicio del Universo Wildstorm, que Cole Cash trabajó brevemente como asesino para el gobierno de los EE. UU., contra las redes islamistas terroristas. Su última misión acabó mal cuando su objetivo resultó ser un alienígena cambia forma, y que estaba siendo perseguido por otros de la misma raza. Zee, como él / ella se autodenomina, se ha elaborado Grifter y Midnighter en un conflicto interestelar participación arma gusanos gigantes.

### Saga final:World's End

#### Grifter (World's End)
Grifter regresó a los Wildcats después de Armageddom, para ayudar a los sobrevivientes de Los Ángeles . Fue citado más tarde por John Lynch y se reagruparon una vez más en el Equipo 7, donde él y sus compañeros se enteraron de la amenaza nihilista de Tao. Después de la construcción de Halo en Los Ángeles es destruida, Grifter mismo y los Wildcats los había asociado con el Equipo 7 en la detención de Tao. En última instancia, la batalla terminó con el disparo Grifter matando a Tao en la cabeza en Pointblank, debido a le había quitado los poderes a Void, Max Faraday, y Providence.
Grifter fue uno de los muchos héroes que fueron notificados junto a los desaparecidos de The Authorty que fueron expulsados, y en la que Grifter es uno de los pocos héroes que dejaron la Tierra cuando se le ordenaron a los refugiados en pánico que fueron en un intercambios en un barco. Grifter y junto con su viejo camarada Deathblow se le unió oficialmente a la nueva formación de The Authority y juntos ayudaron a establecer el orden entre El Transporte como lugar de hábitat temporal para los refugiados. Cole entró en una relación con la miembro de Stormwatch, Flint.

### Grifter y Midnighter
En marzo de 2007 una miniserie, Grifter y Midnighter había salido, el equipo de escritores para la serie de Grifter y Midnighter, fue escrita por Chuck Dixon, y con el arte de Ryan Benjamin.

### Aparición en el Universo DC

#### SagaFlashpoint
En el mundo alternativo de Flashpoint, Grifter era el líder de un grupo de resistencia clandestina en Inglaterra en el que se estaba manifestando en contra las amazonas y su ocupación de Londres. Grifter va en rescate de Lois Lane del ataque de las Amazonas, después de que ella se revela como un espía de Cyborg y ha sido enviada para llevar información secreta sobre su actividades.
En Flashpoint # 5, Grifter y la Resistencia entran en la batalla final entre las Amazonas y los Atlantes, pero son muertos en combate por Enchantress.

## Otro uso del Nombre Grifter para otro equipo del Universo Wildstorm

### Equipo Cero
Durante la Segunda Guerra Mundial, el Equipo Cero, un precursor del Equipo 7, se había formado. Este equipo tenía un miembro llamado por Grifter como nombre en clave y un nombre en código Deadeyecomo el nombre del miembro. Este Grifter, perteneciente al Equipo Cero, se llamaba William S. Miller, era un jugador y cabo, un antiguo teniente primero, también fue un reconocido sargento de tecnología y exteniente segundo. Su especialidad era la solicitud de misiones que invulcraban la búsqueda y trabajos sucios, la mayoría de dichos pedidos eran ilegales. El equipo de Deadeye dentro del Equipo Cero fue el sargento Samuel (Saito) Nakadai. Quién era el francotirador del equipo. Hubo una cierta tensión en el grupo por los motivos de origen japonés de Nakadai. Ni Miller ni Nakadai no parecen estar relacionado con Cole Cash de cualquier manera.

## Nueva serie en curso (2011)
En junio de 2011, DC Comics anunció que Grifter se incorporaría en el Universo DC en una nueva serie que está en curso escrita por Nathan Edmondson y dibujado por CAFU como parte del relanzamiento de 52 nuevas series luego del Reinicio del Universo DC, tras los acontecimientos financieros que llevaron a Wildstorm Studios a cerrar, así como lo sucedido con la saga, Flashpoint.

### Nuevo origen en las nuevas 52 Series
Cole Cash tiene una racha en la que va contra las personas ricas a cambio de una gran cantidad de dinero. Con éxito tras otro se sube a un avión para salir del país, en el que conoce a su pareja ya que estaba de baja por un tiempo. Sin embargo, Cole fue secuestrado recientemente por algunos captores misteriosos que lo retuvieron durante 17 minutos. Desde entonces ha estado oyendo voces amenazándolo con matarlo. Las voces toman forma en el avión, lo que los lleva a una lucha brutal entre Cole y los pasajeros ocupantes. Después de escapar del avión en el aire, Cole consigue ponerse en contacto con su pareja, que dice que es buscado por asesinato, pero también le informa que ha estado desaparecido durante 17 días. Con varios grupos en la búsqueda de Cole, se pone su máscara y Grifter nace.

## Poderes y habilidades
Aparte de ciertos poderes sobrehumanos telequinéticos como consecuencia de la exposición al Gen Factor cuando era miembro del Equipo 7, es además un tirador excelente y un verdadero experto en cualquier arma de fuego. Es también un combatiente formidable cuerpo a cuerpo debido a su experiencia en entrenamiento Coda, que ha agudizado aún más todas estas capacidades.

## En Otros Medios

### Televisión
La serie de televisión animada, WildC.A.T.s, de solo 13 episodios, Grifter es uno de los personajes que aparecen en dicha serie.

### Videojuegos
Grifter aparece como personaje no jugable en el juego de WildC.A.T.s para Super Nintendo creado por la compañía Playmates Interactive, basado en la mencionada serie de televisión.

### Películas
Grifter aparece en la película animada de 2013 Justice League: The Flashpoint Paradox, adaptación animada de la saga Flashpoint de DC Comics, donde Grifter nuevamente interpreta al líder de la resistencia contra las amazonas.